# 美國國家電工標準
美國國家電工標準（National Electrical Code），簡稱NEC或NFPA70，美國電線與電器產品設計、安裝的標準。由美国消防协会（National Fire Protection Association，簡稱NFPA）公佈。其規範要求電路安裝需整合為一個單一、標準化的來源。